# Тіаго Ромуло
Карнейро Лопес Тіаго Ромуло або просто Тіаго (порт.-браз. Thiago Rômulo Carneiro Lopes, нар. 11 червня 1992, Гоянія, Бразилія) — бразильський футболіст, захисник та нападник.

## Життєпис
Вихованець «Гояніенсі», в складі якого 2013 року й розпочав дорослу футбольну кар'єру. Після цього на правах оренди виступав у клубах «Гоянія», «Ітумбіара», «Бом Жезуш», «Операріу-МТ», «Бом Жезуш», «Операріу-МТ», «АА Апарасіденсе» та «Анаполіна». 20 січня 2018 року підсилив склад кам'янської «Сталі». Дебютував у футболці «Сталі» 17 лютого 2018 року в переможному (2:0) домашньому поєдинку 20-го туру Прем'єр-ліги проти ФК «Олександрія».Тіаго вийшов у стартовому складі, а на 55-й хвилині його замінив Юрій Климчук.